# Краснопавлівське
Краснопавлівське —  селище в Україні, у Лозівському районі Харківської області. Населення становить 80 осіб. Входить до складу Біляївської селищної громади.

## Географія
Селище Краснопавлівське знаходиться березі безіменної річечки, яка через 2,5 км впадає в річку Орілька. На відстані 1 км розташоване село Роздолля. Поруч проходять автомобільна дорога Т 2107 і залізниця, станція Роздольський.

## Історія
- 1939 - дата заснування.
- 12 червня 2020 року, відповідно до Розпорядження Кабінету Міністрів України  № 725-р «Про визначення адміністративних центрів та затвердження територій територіальних громад Харківської області», увійшло до складу Біляївської селищної громади[1].
- 19 липня 2020 року, в результаті адміністративно - територіальної реформи та ліквідації Первомайського району, селище увійшло до складу Лозівського району Харківської області[2].
- 22 червня 2023 року рішенням №230 Національної комісії зі стандартів державної мови віднесено до списку населених пунктів, які «можуть не відповідати лексичним нормам української мови», зокрема стосуватися «російської імперської чи колоніальної політики». Громаді рекомендовано обґрунтувати доцільність збереження поточної назви або запропонувати нову назву в установленому законодавством порядку.[3]

## Економіка
- Молочно-товарна ферма.